# Jean-Louis Hersin
Jean-Louis Hersin, né le 10 octobre 1962, est un joueur de basket-ball français, évoluant au poste d'intérieur.

## Club

### Joueur
- 1978-1979 :  AS Denain Voltaire (jeunes)
- 1979-1982 :  AS Denain Voltaire (Nationale 3 et Nationale 2)
- 1982-1986 :  Monaco (Nationale 1)
- 1986-1988 :  Antibes (N1 A)
- 1988-1990 :  Reims (N1 A)
- 1990-1994 :  Proville Basket (N2)
- 1994-1998 :  Cambrai Basket (N4 & N3 & N2)
- 1998-2000 :  Escaudœuvres (N3)

### Équipe nationale
- Participation au Championnat d'Europe de basket-ball 1987
- Participation au Championnat d'Europe de basket-ball 1989

## Palmarès
- 1979 - Champion Coupe de France cadet
- 1980 - Finaliste Coupe de France junior
- 1980 - Champion de France N3
- 1983 - Finaliste Coupe de la Fédération avec Monaco
- 1983 - Demi-finaliste Coupe Korać avec Monaco
- 1989 - Champion de France de Nationale 1B avec Reims
- 1996 - Finaliste championnat de France N3 avec Cambrai
- 1999 - Vainqueur du Challenge Leroux avec Escaudœuvres